# Ambizione (film)
Ambizione  (Come and Get It) è un film del 1936 diretto da Howard Hawks e completato da William Wyler. Le scene nei boschi, con i boscaioli all'opera, si devono a Richard Rosson. Fu girato con la consulenza di Edna Ferber (che però nei titoli non appare accreditata), autrice del romanzo su cui si basa la sceneggiatura. Il film ricevette due candidature agli Oscar.
La storia racconta la vita e la scalata al successo di un industriale della carta tra le foreste del Wisconsin verso la fine dell'Ottocento. Per la carriera egli rinuncia alla donna amata, ma trent'anni dopo si innamora della figlia di quest'ultima, ritrovandosi come rivale il proprio figlio.

## Trama
Barney Glasgow, il direttore di un campo di boscaioli, va a festeggiare la fine di un lavoro insieme all'amico Swan Bostrom. I due, in un locale, restano colpiti dalla bella cantante, Lotta Morgan la quale si innamora di Barney. Anche lui se ne innamora ma l'ambizione lo porta a lasciarla, per sposare, invece, la fidanzata Emma, figlia del suo capo. Dal matrimonio, nascono due figli, Evvie e Richard. La ragazza è la consolazione di Barney e quando lei gli propone di andare a visitare il vecchio amico Swan, che lui non vede da anni, accetta subito il suo suggerimento.
Swan, che aveva sposato Lotta, è rimasto da poco vedovo. Sua figlia, che si chiama pure lei Lotta come la madre, è una bellissima ragazza nella quale Barney rivede il ritratto del suo vecchio amore. Infatuato della ragazza, comincia a comportarsi stranamente e, dopo aver offerto a Swan un lavoro nella sua città così da permettergli di continuare a vedere Lotta, suscita i pettegolezzi della gente tanto da spingere suo figlio Richard a casa di Lotta, per chiarire la situazione. La ragazza, che aveva sempre scambiato le attenzioni di Barney come un atteggiamento paterno nei suoi confronti, si rende conto che l'uomo, in realtà, la sta corteggiando. Fa amicizia con Richard e ben presto i due giovani cadono innamorati.
Nel frattempo, Barney resta sconvolto nello scoprire che l'amata Evvie progetta di sposarsi con Tony Schwerke, un sindacalista, che ha inventato insieme a Richard una tazza di carta usa e getta. Quando poi viene a sapere del legame tra il figlio e Lotta, litiga con Richard, che vuole spedire a New York. Durante una festa, padre e figlio vengono quasi alle mani e Richard viene fermato da Lotta che gli chiede di non colpire il padre, perché è un uomo anziano. I due se ne vanno insieme e Barney, solo e vergognoso, rimane con Evvie che cerca di confortarlo. Lui, con le lacrime agli occhi, suona per la cena.

## Produzione
Il film fu prodotto dalla Howard Productions, una piccola compagnia creata da Howard Hawks che, negli anni trenta, produsse otto film.
Venne girato in esterni nell'Idaho e, per gli interni, nei Samuel Goldwyn Studios al 7200 di Santa Monica Boulevard, West Hollywood.

## Distribuzione
Distribuito dall'United Artists, fu presentato in prima a Seattle il 6 novembre 1936. Nel 1937, il film uscì anche in Danimarca (1º febbraio con il titolo Mands vilje), Uruguay (5 marzo), Svezia (30 marzo come Männen från storskogen), Finlandia (25 aprile, come Tukkikuningas), Regno Unito (3 maggio), Portogallo (12 maggio, con il titolo Pai Contra Filho). In Argentina e in Giappone, fu distribuito nel 1938, rispettivamente il 18 marzo e il 5 maggio.
Il 10 febbraio 1978, fu trasmesso per la prima volta in tv nella Germania Federale ribattezzato in tedesco Nimm, was du kriegen kannst.

## Riconoscimenti
- 1937 - Premio Oscar
  - Miglior attore non protagonista a Walter Brennan
  - Candidatura Miglior montaggio a Edward Curtiss